# Stade Ellakuri
Le stade Ellakuri (en espagnol : Estadio Ellakuri, et en basque : Ellakuri udal estadioa) est un stade omnisports espagnol (servant principalement pour le football) situé à Laudio, dans la province d'Alava au Pays basque.
Le stade, doté de 2 550 places et inauguré en 1978, sert d'enceinte à domicile aux équipes de football du Club Deportivo Laudio de Fútbol San Rokezar et du Club Deportivo Vitoria.

## Histoire
Avant la construction du stade, les équipes de football précédentes de Laudio jouaient leurs matchs sur le terrain désormais disparu d'Altzarrate ou sur le terrain où s'entraînent actuellement toutes les catégories du CD Laudio, à San Martín.
Le stade ouvre ses portes en août 1978, et est inauguré lors d'une demi-finale du Torneo San Roque.
Le premier match officiel au stade se joue le 6 janvier 1980 lors d'une victoire 2-0 du Club Atlético Osasuna sur le Deportivo Alavés (le premier but officiel au stade étant inscrit par Iriguíbel d'Osasuna sur penalty).
En 2010, le stade subit des rénovations, comprenant la mise en place d'une piste d'athlétisme homologuée, de nouveaux vestiaires et des tribunes répondants aux règles de sécurité en vigueur.
En 2017, le terrain, jusqu'alors en herbe naturelle, est remplacé par un gazon synthétique,.
À partir de 2018, le Club Deportivo Vitoria (équipe B de la Sociedad Deportiva Eibar) dispute ses matchs à domicile au Ellakuri.